# Roger Conant (herpétologiste)
Pour les articles homonymes, voir Roger Conant.
Roger Conant est un herpétologiste américain, né le 6 mai 1909 à Mamaroneck (New York) et mort le 19 décembre 2003 à Albuquerque des suites d’un cancer.

## Biographie
Il est le fils de Clara Elizabeth (née Rogers) et de Charles Francis Conant. Orphelin de père en 1921, sa mère devient institutrice. Il découvre l’herpétologie à 12 ans, alors qu’il était dans un camp de boy scouts encadré par deux étudiants de l’herpétologiste Albert Hazen Wright (1820-1970). Diplômé à 16 ans, il cherche aussitôt un travail. Il devient caissier au Twin Brook Zoo. Son intérêt pour les animaux le fait remarquer des gardiens. Conant devient alors convaincu qu’il a trouvé sa voie, mais sa mère refuse qu’il suive des études de zoologie et il entreprend des études médicales à l’université de Pennsylvanie. En 1929, il obtient un travail comme gardien des reptiles au zoo de Toledo. En 1935, il part travailler au zoo de Philadelphie, le plus ancien des États-Unis d'Amérique. Il va y faire toute sa carrière (il en assure la direction de 1967 à 1973, date de son départ à la retraite). Outre ses activités comme chercheur et au sein du zoo, il anime durant 34 ans une émission de radio sur les animaux.
Conant étudie très tôt après son arrivée à Toledo, les reptiles de l’État et reçoit l’aide des frères Reeve Maclaren Bailey (1911-2011) et Joseph Randle Bailey (1913-1998), alors étudiants. Le résultat de cette étude paraîtra en 1938 sous le titre de Reptiles of Ohio (réédité en 1951). Il rencontre plusieurs herpétologistes d’Ann Arbor comme Helen Thompson Gaige (1890-1976), Alexander Grant Ruthven (1882-1971), Frank Nelson Blanchard (1888-1937), Howard Kay Gloyd (1902-1978) ou Norman Edouard Hartweg (1904-1964).
Il est l’auteur de plus de 240 publications scientifiques et a décrit une vingtaine de taxons. Sept espèces lui ont été dédiées : trois serpents, trois salamandres et un parasite intestinal d’un serpent. L’une de ses publications les plus célèbres est Field Guide to Reptiles and Amphibians of Eastern and Central North America, illustré des photographies faites par sa troisième femme, Isabelle Hunt Conant.
Conant est membre de l’American Society of Ichthyologists and Herpetologists (ASIH) (qu’il préside en 1962). Une morsure de Crotalus mitchellii lui provoque une attaque de tétanos auquel il survit mais il doit être amputé d’un pouce. Cette amputation l’empêche de servir dans l’armée durant la guerre.

## Source
- Margaret M. Stewart et Dale Beicher (2001). Roger Conant, Copeia, 2001 (4) : 1158–1161.  (ISSN 0045-8511)